# Rindenspringspinne
Die Rindenspringspinne (Marpissa muscosa) ist eine Spinnenart aus der Familie der Springspinnen (Salticidae). Sie besiedelt vor allem sonnige Baumstämme, Pfosten oder Holzstapel.

## Beschreibung
Männchen erreichen eine Körperlänge von 6 bis 8 mm, Weibchen werden 8 bis 11 mm lang. Die Art gehört damit zu den größten einheimischen Springspinnen. Das Prosoma ist graubraun bis dunkelbraun und hellgrau behaart. Das auffallend langgestreckte Opisthosoma trägt eine Tarnzeichnung; in der Mitte befindet sich ein breites, hellbraunes Band, beidseitig davon sind große, etwas dunkler bräunliche Flecken. Die Beine sind hell-dunkel geringelt. Im Gegensatz zu vielen anderen Vertretern der Familie sind die farblichen Unterschiede zwischen Männchen und Weibchen bei der Rindenspringspinne gering. Beim Weibchen sind die Augen schwarz umrandet und es zeigt unter den Augen eine breite, orange Binde. Den Männchen fehlen diese Merkmale, bei ihnen sind jedoch die Endglieder der Pedipalpen stark vergrößert.

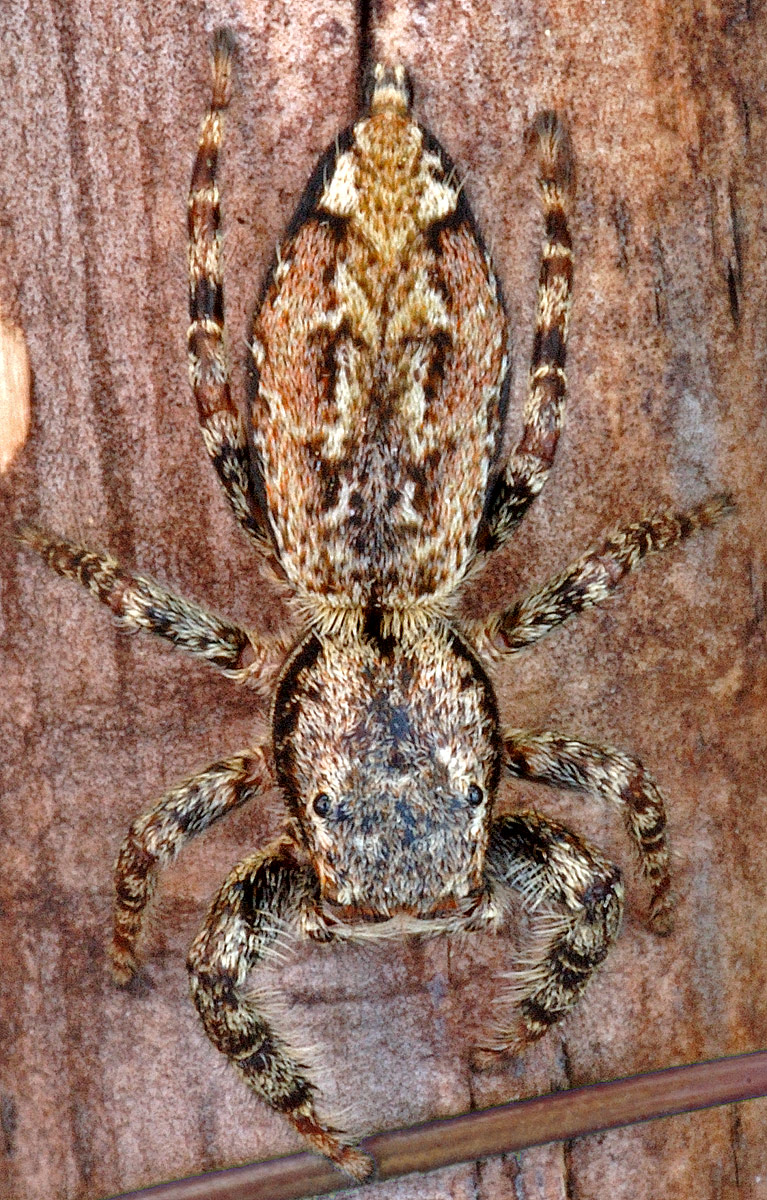
Rindenspringspinne von oben

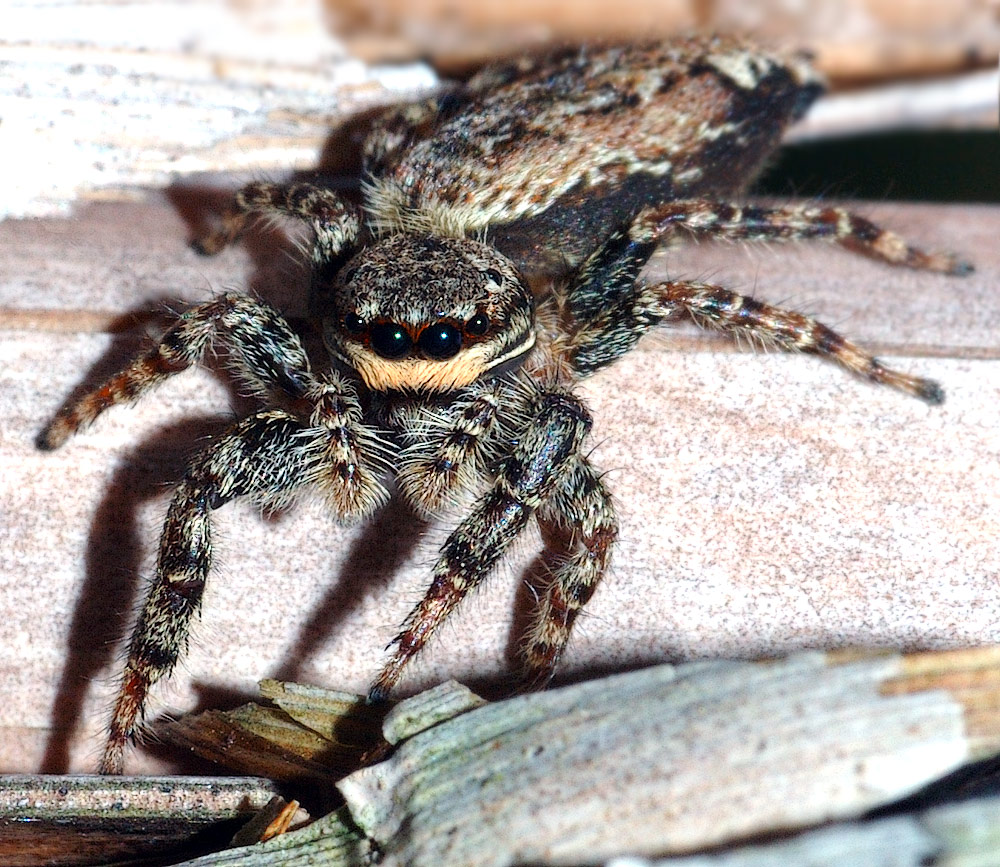
Weibliche Rindenspringspinne von vorn

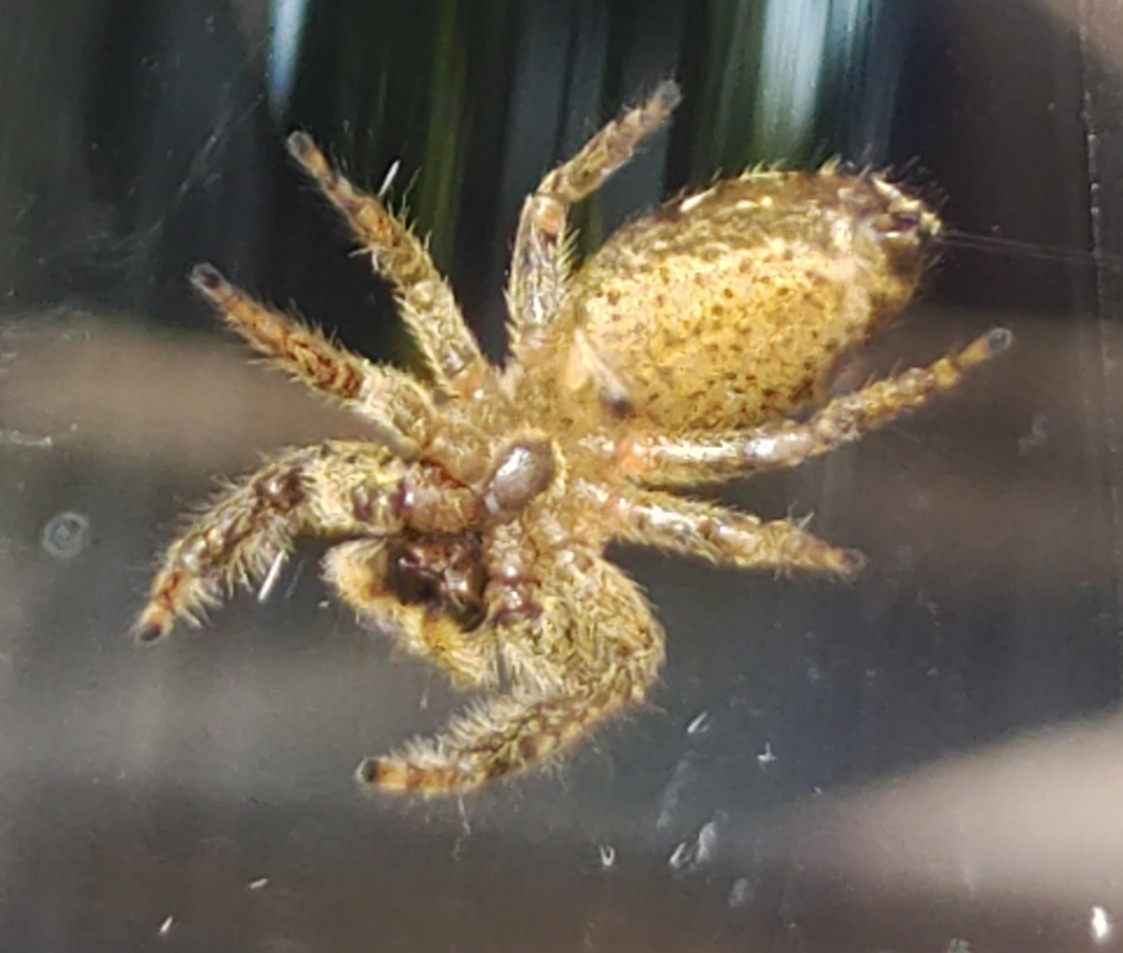
Bauchansicht einer Rindenspringspinne

## Verbreitung und Lebensraum
Die Verbreitung der Rindenspringspinne ist auf die Paläarktis beschränkt. Die Art kommt in fast ganz Europa vor, sie fehlt jedoch in Irland und ist in Großbritannien auf den Südosten beschränkt. In Deutschland ist die Art offenbar im Norden und Westen häufiger als im Süden und Osten.
Die Art bewohnt Baumstämme trockener Wälder oder Streuobstwiesen, aber auch alte Holzpfähle oder Bretterwände. Wenn geeignete Strukturen vorhanden sind, kommt sie auch in offenen bis halboffenen Bereichen wie Dünen oder Magerrasen vor.

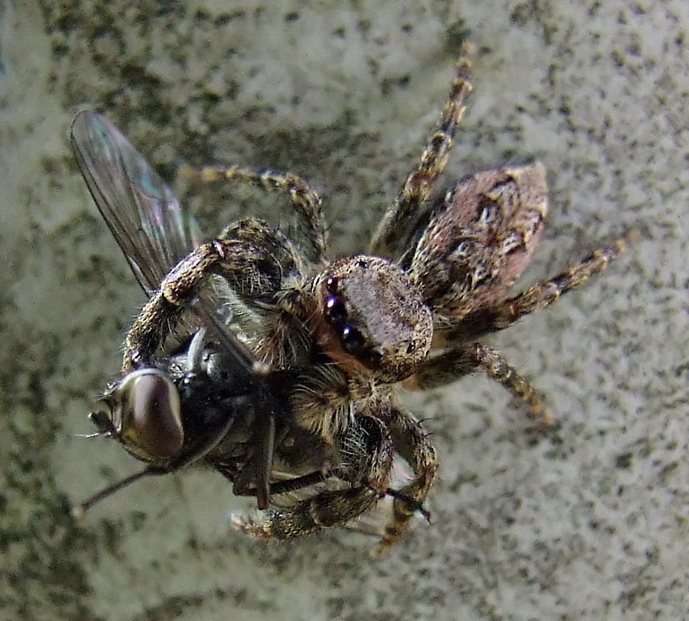
Weibchen der Rindenspringspinne mit erbeuteter Fliege

## Lebensweise
Rindenspringspinnen erbeuten wie die meisten Springspinnen Insekten im Sprung. An geeigneten Stellen können sie recht häufig sein. Bei hoher Dichte bildet sich eine Rangordnung aus, in der rangniedere Tiere mit abgespreizten Vorderbeinen vorsichtig zurückweichen (Untersuchungen zu einer anderen Art der Gattung). Umweltbedingungen formen die Persönlichkeitszüge der heranwachsenden Spinnen. Bei ungünstiger Witterung wird ein etwa 2 cm langes Wohngespinst unter loser Baumrinde oder in Holzspalten aufgesucht.
Die Paarung findet vor allem im Mai statt. Männchen führen vor den Weibchen einen Balztanz auf, anschließend folgen sie den Weibchen in deren Versteck und paaren sich dort. Das Weibchen baut sein Wohngespinst im Sommer aus und produziert dann bis zu fünf Eikokons, die es bis zum Schlupf der Jungspinnen bewacht. Die Jungspinnen sind erst nach zwei Jahren ausgewachsen.

## Gefährdung
Die Art ist weit verbreitet und in geeigneten Habitaten häufig. Sie wird in Deutschland in der Roten Liste als „ungefährdet“ eingestuft.